# Gramado dos Loureiros
Gramado dos Loureiros är en kommun i Brasilien.   Den ligger i delstaten Rio Grande do Sul, i den södra delen av landet, 1 400 km söder om huvudstaden Brasília. Antalet invånare är 2 269.
Omgivningarna runt Gramado dos Loureiros är en mosaik av jordbruksmark och naturlig växtlighet. Runt Gramado dos Loureiros är det ganska glesbefolkat, med 23 invånare per kvadratkilometer.